# Aeroporto Internazionale di Bassora
L'Aeroporto internazionale di Bàssora (in arabo: مطار البصرة الدولي, ICAO: ORMM - IATA: BSR) è un aeroporto iracheno localizzato a circa 16 km ad ovest del centro di Bassora.